# Tokugawa Harumori
Tokugawa Harumori (徳川 治保, , 5 de novembro de 1751 - 21 de dezembro de 1805) foi um Daimyō do Período Edo da História do Japão, que governou o Domínio de Mito (na Província de Hitachi) de 1766 a 1805 .

| Precedido por Tokugawa Munemoto | - 6º Líder do Ramo Mito 1766-1805 | Sucedido por Tokugawa Harutoshi |
| Precedido por Tokugawa Munemoto | 6º Daimyō de Mito 1766-1805       | Sucedido por Tokugawa Harutoshi |